# Victor Klemperer
Victor Klemperer (9 d'octubre de 1881, Landsberg an der Warthe, Brandenburg, Prússia (actualment a Polònia amb el nom de Gorzów Wielkopolski) – 11 de febrer del 1960, Dresden, Alemanya de l'Est) fou el novè fill del rabí Wilhelm Klemperer i cosí del famós director d'orquestra Otto Klemperer. Victor Klemperer durant la seva vida va ser home de negocis, periodista i finalment professor d'universitat. Els seus diaris, descrivint la seva vida en l'Alemanya Nazi i en la RDA (República Democràtica Alemanya), van ser publicats en 1995.

## Joventut
Des de 1902 a 1905 va estudiar filosofia, romàniques, literatura i llengua alemanya a Múnic, Gènova, París i Berlín. Més tard va ser periodista i escriptor a Berlín. El 1912 es va convertir al protestantisme i va continuar els seus estudis a Múnic. En 1913 va realitzar el seu doctorat. Des de 1914 a 1915, va impartir classes a la Universitat de Nàpols. Després d'aquesta experiència s'enrola com voluntari en l'exèrcit alemany i participa en la Primera Guerra Mundial on va rebre la Medalla al Servei.

## A l'Alemanya Nazi
Entre 1933 i 1945 va patir la persecució nazi malgrat la seva forta identificació amb la cultura alemanya i és durant aquesta època que es dedica a escriure el seu diari personal, on comparteixen espai les seves anotacions més íntimes amb tot el que va succeint en el dia a dia en l'Alemanya Nazi. Aquest diari va ser una vàlvula d'escapament a la vida frustrant que es va veure obligat a seguir en ser declarat no-alemany. En el seu Diari també hi ha molts detalls sobre com és pervertida la llengua alemanya en nom de la propaganda Nazi. Aquestes referències li van servir de base per al seu llibre Lingua Tertii Imperii publicat per primera vegada l'any 1947 a Alemanya.
Quan Adolf Hitler va arribar al poder ja era catedràtic de filologia i director del departament de Romàniques i Literatura en la Universitat Tècnica de Dresden i havia publicat diversos llibres sobre la literatura francesa dels segles XVII i XVIII. Quan es disposava a escriure un estudi sobre la Il·lustració francesa va ser expulsat de la universitat (1935) amb motiu de les Lleis de Nuremberg, que li impediren des d'aquell moment l'accés a totes les biblioteques públiques i fins i tot la possessió de qualsevol llibre que no fos un llibre "per a jueus".
Casat amb una dona no jueva, Eva, això li va permetre anar esquivant les deportacions, encara que rebia freqüents visites per part de la Gestapo. En 1940 va ser reallotjat, perdé la seva casa i va ser obligat a viure en el que era conegut com un gueto, cases per a jueus en condicions miserables (Judenhaus), i forçat a treballar com obrer en una fàbrica. És en aquest període on els registres diaris de la Gestapo es converteixen en brutals, rebent cops, insults, robatoris d'aliments i estris de la casa. Malgrat tot l'anterior, les cròniques que escrivia en el seu diari, li permetien conservar un cert grau de dignitat, adaptant-se a les dures condicions i sobrevivint als dies més adversos.

## La fugida de l'Alemanya Nazi
El 13 de febrer de 1945 va rebre la notícia de la seva deportació. Aquella nit, però, va tenir lloc el primer dels quatre bombardejos massius realitzat pels Aliats sobre la ciutat de Dresden, i en la confusió causada per les bombes incendiàries, "tempesta de foc", Klemperer es va arrencar l'estrella groga i va poder escapar amb la seva família cap al sud, a territori controlat per les forces americanes. El bombardeig de Dresden el va salvar d'una probable deportació si bé els camps de concentració i extermini de l'est, d'entre ells Auschwitz, ja havien estat alliberats per l'exèrcit soviètic.
Victor Klemperer va sobreviure a la Guerra i a l'Holocaust.
En les anotacions realitzades en el seu Diari entre el 22 i 24 de febrer de 1945 durant la seva estada en Piskowitz descriu com va sobreviure a la catàstrofe de Dresden. La seva dona el va acompanyar en tot moment i salvà els seus Diaris, que va ocultar a casa d'una amiga.

## A la República Democràtica Alemanya
Quan va acabar la guerra, Klemperer narra en el Diari la seva tornada, gairebé sempre a peu, a través de Baviera i l'Alemanya de l'Est fins a Dölzschen, molt pròxim a Dresden. Allà van poder reclamar la seva casa, que havia estat "arianitzada". Klemperer es va convertir en una figura cultural de la postguerra a l'Alemanya de l'Est, va impartir classes a les universitats de Greifswald, Berlín i Halle. En 1950 va ser delegat del Sindicat Cultural al parlament de la RDA (Volkskammer). Cap a l'any 1995 es van descobrir i publicar els seus “Diaris”. Va caldre esperar a la caiguda del mur per a publicar-los perquè Klemperer no estava gaire ben considerat per les autoritats de l'Alemanya de l'Est.